# Classificazione SKIP dei kanji
La classificazione SKIP dei kanji è un codice creato da Jack Halpern che permette di trovare un kanji per il suo aspetto, senza conoscere la pronuncia o il senso del carattere. SKIP è l'acronimo di System of Kanji Indexing by Patterns. Questo codice si presenta sotto forma di tre cifre separate da un trattino il cui primo, da 1 a 4, indica l'organizzazione generale del kanji.

## Utilizzo

### Prima cifra
La prima cifra può prendere il valore di 1, 2, 3 o 4 secondo la norma seguente:
- 1 se il kanji è formato da due parti verticali
- 2 se il kanji è formato da due parti orizzontali
- 3 se il kanji è formato da due parti in cui una si inserisce nell'altra.
- 4 se il kanji è formato da una parte unica

### Seconda cifra
Se la prima cifra è 1, 2 o 3, la seconda cifra indicherà rispettivamente:
- Il numero di caratteristiche della parte sinistra del kanji
- Il numero di caratteristiche della parte alta del kanji
- Il numero di caratteristiche della parte esterna del kanji.

Se la prima cifra è 4, si tratta del numero di caratteristiche totale del kanji.

### Terza cifra
Se la prima cifra è 1, 2 o 3, la terza cifra indicherà rispettivamente: 
- Il numero di caratteristiche della parte destra del kanji
- Il numero di caratteristiche della parte bassa del kanji
- Il numero di caratteristiche della parte interna del kanji.

Se la prima cifra è 4, si distinguono ancora quattro casi e la terza cifra prenderà i valori seguenti:
- 1 se il kanji sfoggia una caratteristica orizzontale verso l'alto.
- 2 se il kanji sfoggia una caratteristica orizzontale verso il fondo.
- 3 se il kanji sfoggia una caratteristica verticale che attraversa tutto il kanji dall'alto in basso.
- 4 per tutti gli altri kanji.

## Codici della forma 1-X-X

### Codici 1-1-X
1: 八
2: 小 川
3: 心 水
4: 旧 必
7: 水
11: 順

### Codici 1-2-X
2: 仁 仏 化 切 刈 双 比
3: 仕 他 付 仙 代 以 加 氷
4: 伐 任 仮 件 伝 仲 休 仰 伏 次 伎 州 伊
5: 伺 低 伯 位 作 但 何 似 体 伸 佐 伴 住 冷
6: 佳 侍 侮 例 価 使 依 併 供 協
7: 侯 係 保 便 俗 侶 俊 侵 促 信
8: 修 倍 倹 個 倫 俸 値 俵 倣 俳 借 准 候 凍 倒 帰
9: 偏 停 健 側 偵 偶 偽 頃 頂
10: 偉 傍 備 博
11: 傑 催 債 傷 傾 働 僧
12: 像 僕 僚
13: 儀 億
14: 儒 凝
15: 償 優

### Codici 1-3-X
1:  孔  幻  引
2:  北  刊  収  幼  外  打  奴  払 巧  汁  功  犯
3:  兆  如  汚  叫  妃  池  吃  帆  壮  吐  忙  竹  吸  扱  羽  地  江  行  好  汗
4:  吟  改  批  吠  役  扶  吹  快  沢  坂  択  没  均  抜  沖  坊  折  沈  坑  抗  汽  妨  投  決  妙  抑  状  妊  		狂  岐  抄  阪  攻  技  防
5:  味  怖  披  泳  呼  性  抱  泌  坪  怪  抵  泊  姓  拓  抹  河  始  拘  押  沸  姉  拙  抽  油  妹  招  担  治  岬  拝  法  沼  弦  拠  泡  沿  径  拡  波  況  征  拒  泣  阻  往  拐  泥  附  彼  拍  注
6:  咲  恨  浄  垣  恰  派  城  悔  活  姻  挟  洪  孤  挑  津  峠  指  洞  峡  	持  洗  弧  拾  洋  後  拷  狩  律  括  独  待  海  狭  恒  浅  限

## Codici della forma 2-X-X

### Codici 2-7-X
4: 悪

## Esempi
町 = 1-5-2
- parte sinistra: 田
- parte destra: 丁

男 = 2-5-2
- parte alta: 田
- parte bassa: 力

匞 = 3-3-3
- parte esterna: 匚
- parte interna: 工

下 = 4-3-1
上 = 4-3-2
中 = 4-4-3
水 = 4-4-4